# Japan i olympiska sommarspelen 2016
Japan deltog med 338 deltagare vid de olympiska sommarspelen 2016 i Rio de Janeiro. Totalt tog Japan 41 medaljer varav 12 guld.